# Inez and Charlie Foxx
 (avril 2022).
Si vous disposez d'ouvrages ou d'articles de référence ou si vous connaissez des sites web de qualité traitant du thème abordé ici, merci de compléter l'article en donnant les références utiles à sa vérifiabilité et en les liant à la section « Notes et références ».
Inez and Charlie Foxx forment un duo vocal américain de rhythm and blues, célèbre dans les années 1960. Il est composé d'Inez Foxx (chant), née le 9 septembre 1942, morte le 25 août 2022, et de Charlie Foxx (chant, guitare), né le 23 octobre 1939, mort le 18 septembre 1998, tous deux originaires de Greensboro (Caroline du Nord). Inez et Charlie Foxx sont frère et sœur.

## Carrière
Leur carrière professionnelle commence en 1962 avec la signature d'un contrat avec Symbol Records. Leur plus grand succès est le très entraînant Mockingbird (1963), reprise du chant traditionnel Hush, Little Baby, qui a été no 2 du hit-parade rhythm'n'blues et no 7 du classement pop. Aretha Franklin, James Taylor, Carly Simon, Taj Mahal, Etta James et Dusty Springfield en ont fait une reprise. Autres succès : Ask me (1964), Hurt by love (1964) et 1-2-3-4-5-6-7 (Count the days) (1967).
Le duo se sépare en 1968.
Inez Foxx poursuit une carrière de chanteuse en solo. Quelques enregistrements pour Symbol Records, Dynamo Records et Volt Records en témoignent. Charlie Foxx a aussi exercé la fonction de producteur.

## Discographie
- Mockingbird (Symbol, 1963)
- Inez and Charlie Foxx (Sue, 1964)
- Come by here (Dynamo, 1965)
- Inez and Charlie Foxx in Memphis (Volt, 1972)